# Pristigasteridae
Pristigasteridae – rodzina morskich ryb promieniopłetwych z rzędu śledziokształtnych (Clupeiformes).

## Rozmieszczenie geograficzne
Gatunki z tej rodziny występują w tropikalnych regionach przybrzeżnych Oceanu Atlantyckiego, Spokojnego i Indyjskiego, także w słodkich wodach Ameryki Południowej i Azji Południowo-Wschodniej.

## Systematyka
Do rodziny należą następujące rodzaje:
- Chirocentrodon Günther, 1868 – jedynym przedstawicielem jest Chirocentrodon bleekerianus (Poey, 1867)
- Ilisha Richardson, 1846
- Neoopisthopterus Hildebrand, 1948
- Odontognathus Lacépède, 1800
- Opisthopterus Gill, 1861
- Pellona Valenciennes, 1847
- Pliosteostoma Norman, 1923 – jedynym przedstawicielem jest Pliosteostoma lutipinnis (Jordan & Gilbert, 1882)
- Pristigaster Cuvier, 1816
- Raconda Gray, 1831 – jedynym przedstawicielem jest Raconda russeliana Gray, 1831.